# Alnus maritima
Alnus maritima es una especie de árbol perteneciente a la familia de las betuláceas.

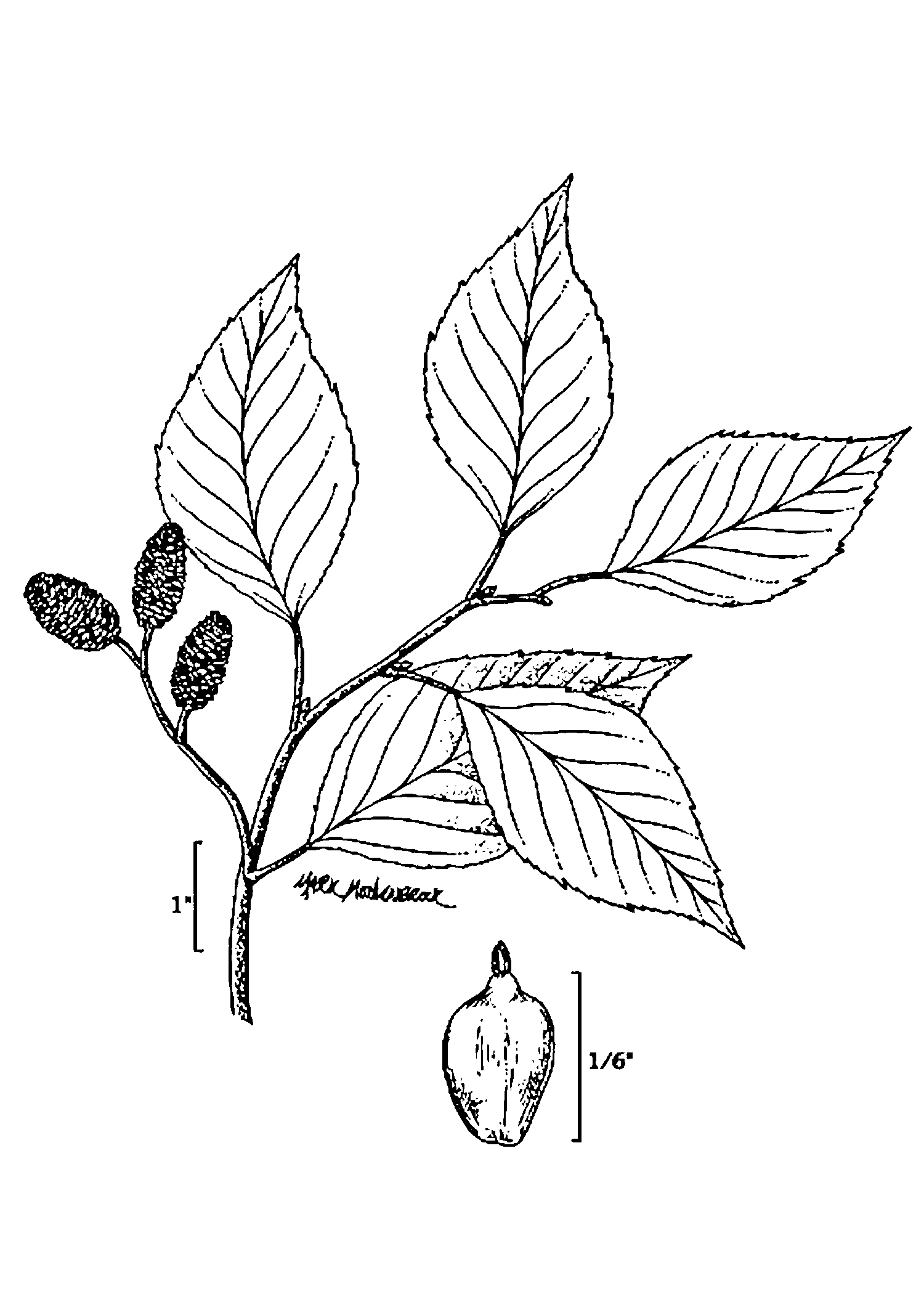
Ilustración

## Descripción
Alnus maritima se considera un arbusto grande o pequeño árbol y es el único miembro de su género de floración en otoño, nativo de América del Norte. El resto de alisos norteamericanos florecen en la primavera. El florecer en otoño es una característica que Alnus maritima que comparte con dos  especies del Viejo Mundo, Alnus nitida y Alnus nepalensis, que son endémicas del sudeste de Asia. Esta profunda similitud en su momento de la floración ha dado lugar a su clasificación como los únicos tres miembros del subgénero Clethropsis.

## Distribución geográfica
Alnus maritima se encuentra en la costa este de Norteamérica, principalmente en Oklahoma.

## Taxonomía
El género fue descrito por (Marshall) Muhl. ex Nutt.  y publicado en The North American Sylva 1(1): 34. 1842.
Etimología
Alnus: nombre genérico del latín clásico para este género.
maritima: epíteto latíno que significa "cercana del mar, en la costa"
Sinonimia
- Betula-alnus maritima Marshall[7]
- Alnus maritima subsp. georgiensis J.A.Schrad. & W.R.Graves
- Alnus maritima var. metoporina (Furlow) A.E.Murray
- Alnus maritima subsp. metoporina (Furlow) A.E.Murray
- Alnus maritima subsp. oklahomensis J.A.Schrad. & W.R.Graves
- Alnus metoporina Furlow
- Alnus oblongata Regel[8][9][10]